# Búnquer antiaeri (Santa Susanna)
El Búnquer antiaeri és una obra de Santa Susanna (Maresme) protegida com a bé cultural d'interès local.

## Descripció
És un búnquer de planta circular situat a la platja de les Dunes. Té el sostre pla i les úniques obertures són unes finestres molt estretes i llargues.

## Història
Aquest búnquer forma part d'una línia que van construir els ajuntaments republicans del Maresme per defensar-se en cas d'atac dels avions nacionals que s'enlairaven des de Mallorca per bombardejar Barcelona. Es van construir entre finals del 1936 i 1937. en època franquista es van fer servir per vigilar el contraban marítim i a la dècada dels cinquanta es van ocupar famílies d'immigrants.